# Moi, Christiane F. (série télévisée)
Pour les articles homonymes, voir Moi, Christiane F., 13 ans, droguée, prostituée….
Moi, Christiane F. (Wir Kinder vom Bahnhof Zoo, litt. Nous, les enfants de la gare de Zoo) est une mini-série allemande en huit épisodes d'environ 52 minutes créée par Annette Hess et mise en ligne le 19 février 2021 sur Prime Video.
La série est inspirée du best-seller du même nom, Moi, Christiane F., 13 ans, droguée, prostituée… de Kai Hermann et Horst Rieck.

## Synopsis
La série suit Christiane F. ainsi que sa bande d'amis adolescents dysfonctionnels composé de Stella, Axel, Christiane, Benno, Babsi et Michi en plein cœur du Berlin-Ouest des années 1970, qui se retrouvent confrontés à la drogue et à la prostitution...

## Distribution
- Jana McKinnon (de) (VF : Emmylou Homs) : Christiane
- Lena Urzendowsky (VF : Estelle Darazi) : Stella
- Michelangelo Fortuzzi (VF : Hervé Grull) : Benno
- Lea Drinda (de) (VF : Alice Orsat) : Babsi
- Jeremias Meyer (VF : Martin Faliu) : Axel
- Bruno Alexander (de) (VF : Hugo Brunswick) : Michi
- Bernd Hölscher (de) (VF : Frederic Souterelle) : Günther Breitweg
- Angelina Häntsch (VF : Audrey Sablé) : Karin
- Sebastian Urzendowsky (VF : Yannick Blivet) : Robert
- Ralf Dittrich (de) : le grand-père de Christiane
- Tonio Arango (de) (VF : Jérôme Keen) : Tristan
- Hans-Heinrich Hardt (de) : Horst Radzun
- Nico Ramon Kleemann (de) : Uwe
- Fine Sendel : Mareike
- Heide Simon (de) : Luise
- Detlef Bothe (de) (VF : Jérôme Keen) : Detlef
- Andreas Anke (de) : Paulchen
- Mariella Aumann : Hildegard
- Ulrich Brandhoff (de) : Herr Liebmann
- Marko Dyrlich (de) : Frank
- Hendrik Heutmann (de) : Magnus

 Source et légende : version française (VF) sur RS Doublage

## Épisodes
1. Jeunes et fous (Welpen)
2. Noël (Weihnachten)
3. Bowie
4. Lettre à Benno (Briefe)
5. 4000 par mois (4000 im Monat)
6. Dernier shoot (Der letzte Druck)
7. Quand vient la nuit (Wenn die Nacht kommt)
8. Le jour se lève (Dämmerung)